# Іонія
38°12′ пн. ш. 27°30′ сх. д. / 38.2° пн. ш. 27.5° сх. д.
Іо́нія (Йо́нія, грец. Ιωνία) — заселена іонійцями в VI—IX ст. до н. е. область у центральній частині західного узбережжя Малої Азії (з прилеглими островами) між містами Фокея та Мілет.
Через Іонію проходили жваві торговельні та культурні зв'язки країн Сходу із країнами Заходу, що сприяло процвітанню області. Висока культура міст Іонії мала великий вплив на культурний розвиток всієї Греції. В Іонії процвітали мистецтва і науки, вона була батьківщиною перших грецьких філософів (Фалес, Анаксімандр, Анаксімен та ін.) та істориків (логографи, Геродот та ін.).

## Історія
В епоху Креза майже всі іонійські міста, розташовані на материку, підпали під владу Лідії, у 548 — 546 рр. до н. е. перейшли під владу Персії. Незабаром така ж доля спіткала Хіос і Самос. Перси призначали для міст тиранів (з числа їх же громадян), які добре уживались із населенням.
У 500 р. до н. е. спалахнуло повстання іонійців, яке було придушене після бою іонійского флоту з перським при Ладе та після зруйнування Мілета (494 до н. е.). Під час греко-перських війн іонійці билися в рядах персів, але в битві при Мікале вони перейшли на бік греків (479 до н. е.). Після перемоги Кімона при Евримедонті (465 до н. е.) міста Іонії фактично опинилися під контролем Афін. Проте за Анталкідим миром (387 до н. е.) міста Іонії знову підпали під перську залежність.
У 4 ст. до н. е. Іонія перебувала під владою Македонії, з 2 ст. до н. е. — Риму.

## Міста Іонії
| - Мілет - Прієна - Міунт - Самос - Теос - Колофон | - Ефес - Хіос - Еріфри, сучасне турецьке місто Чешме - Клазомени - Лебедос - Фокея |

Через своє еолійське походження до союзу Іонійських міст не входила Магнесія-на-Меандрі.